# Raïon de Pohrebychtche
Le raïon de Pohrebychtche (ukrainien : Погребищенський район) est une subdivision administrative de l'oblast de Vinnytsia, dans l'Ouest de l'Ukraine. Son centre administratif est la ville de Pohrebychtche.